# Patrik Hrošovský
Patrik Hrošovský (* 22. November 1991 in Prievidza) ist ein slowakischer Fußballspieler. Der Mittelfeldspieler steht seit dem 16. August 2019 beim KRC Genk unter Vertrag und spielt für die slowakische Nationalmannschaft.

## Karriere

### Verein
Im Spiel des tschechischen Fußballpokals gegen den FK Baník Sokolov am 12. November 2011 kam er zu seinem ersten Einsatz für Viktoria Pilsen. Zuvor war er für die Jugendauswahlen des Vereins aktiv. Von Januar bis Juli 2012 war er an den FK Baník Sokolov ausgeliehen. Anschließend wurde er wieder ausgeliehen, diesmal an den FK Ústí nad Labem. Von Juli bis Ende Dezember 2013 war er für den 1. SC Znojmo aktiv. Seit dem ersten 1. Januar 2014 spielt er wieder für Viktoria Pilsen.
Im Sommer 2019 unterschrieb Hrošovský einen Fünfjahresvertrag beim belgischen Meister der Saison 2018/19 KRC Genk. Die beiden Vereine einigten sich dabei auf einen Wechsel per 16. August 2019,´damit er Pilsen noch für die Qualifikationsspiele für die Champions League 2019/20 zur Verfügung stand.

### Nationalmannschaft
Sabo spielte in verschiedenen slowakischen Juniorennationalmannschaften. Für die Slowakei U-21 kam er 21-mal zum Einsatz und erzielte dabei ein Tor. In der slowakischen A-Nationalmannschaft debütierte er am 19. November 2014 beim Freundschaftsspiel gegen Finnland (2:1).
Bei der Fußball-Europameisterschaft 2016 in Frankreich wurde er in das Aufgebot der Slowakei aufgenommen. Einen Einsatz hatte er im Auftaktspiel gegen Wales in der Startaufstellung. In den beiden übrigen Gruppenspielen saß er nur auf der Bank, gegen Deutschland im Achtelfinale kehrte er wieder in die Startelf zurück. Das Team verlor das Spiel und schied aus.
Zur Fußball-Europameisterschaft 2021 wurde er in den slowakischen Kader berufen, kam aber mit diesem nicht über die Gruppenphase hinaus.

## Erfolge
- Tschechischer Meister 2015, 2016 und 2018 mit Viktoria Pilsen
- Tschechischer Pokalsieger 2015 mit Viktoria Pilsen